# Mario Britschgi
Mario Britschgi (* 12. September 1990) ist ein Schweizer Unihockeyspieler, welcher beim Nationalliga-A-Verein Ad Astra Sarnen unter Vertrag steht.

## Karriere
2010 wechselte Britschgi aus dem Nachwuchs von Zug United zu Ad Astra Sarnen, spielte aber zugleich mit einer Doppellizenz bei UHC Lok Reinach in der U21. Im Sommer 2019 stieg er mit Ad Astra Sarnen in die Nationalliga A auf.
Britschgi gilt als Torhüter mit einem starken Auswurf.